# Hverdag
En hverdag eller søgnedag er en dag, der ikke er en søndag eller helligdag.
Ordet søgnedag betyder hverdag, men bruges mest i officielt sprog eller om religiøse hverdage. Søgnehelligdage eller "skæve helligdage" er helligdage, som ligger på andre ugedage end søndag.

## Lørdag som hverdag
Lørdag er i traditionelt og officielt sprogbrug en hverdag. Deraf begrebet "hverdage undtagen lørdage", som bruges i køreplaner.
I dag forstås hverdag dog som arbejdsdag, dvs. mandag til fredag i modsætning til weekend og søgnehelligdage. Det skyldes indførelse af femdagesugen, hvor lørdag ikke længere er arbejdsdag. Første brug af "hverdage" i betydningen mandag til fredag stammer fra 1955, men det blev almindeligt fra 1980'erne.. I køreplaner er angivelsen "hverdage undtagen lørdage" ved at blive fortrængt af "mandag til fredag".

## Særlige hverdage
Der er lignende forvirring om 1. maj, fredag efter Kristi Himmelfartsdag, grundlovsdag, juleaftensdag og nytårsaftensdag, som alle officielt er hverdage. De kan være hele eller delvise fridage for de fleste, lige som de fire sidstnævnte ikke er bankdage. En bankdag i Danmark betegner en dato, hvor der kan foretages transaktioner i banker og finansieringsinstitutter.
En række hverdage er flagdage, fx Danmarks befrielse (5. maj), grundlovsdag, valdemarsdag og kongelige fødselsdage.
Fastelavnsmandag, Sankt Hans og mortensaften/mortensdag er helligdage fra før helligdagsreformen af 1770, som stadig markeres på kalendere og i folkelig tradition. Det forekommer, at de stadig opfattes som helligdage[kilde mangler].